# نمایندگان ولایت سرپل در شورای ملی افغانستان

ولایت سرپل تا سال ۱۳۶۷ (۱۹۸۸) جزئی از ولایت جوزجان محسوب می‌شد. اما در این سال بر اساس تقسیماتی که صورت گرفت، ولایت سرپل از جوزجان جدا شد و به صورت یک ولایت مستقل درآمد.

## دوره پانزدهم شورای ملی
دوره پانزدهم شورای ملی از سال ۱۳۸۴ شروع و تا سال ۱۳۸۹ ادامه یافت.

### نمایندگان ولسی جرگه
پاینده محمد عرب، حمیرا گلشنی، خیر محمد ایماق، مولوی عبدالخبیر اچقون، محمد حسین فهیمی نمایندگان ولایت سرپل در پانزدهمین دوره ولسی جرگه شورای ملی بودند.
همچنین پاینده محمد عرب عضو کمیسیون منابع طبیعی و محیط زیست، حمیرا گلشنی و خیر محمد ایماق عضو کمیسیون معلولین، معیوبین، بازماندگان شهدأ و بیوه‌ها، مولوی عبدالخبیر اچقون منشی کمیسیون تقنینی، محمد حسین فهیمی عضو کمیسیون دفاعی تمامیت ارضی ولسی جرگه بودند.

## دوره شانزدهم شورای ملی
دوره شانزدهم شورای ملی افغانستان روز چهارشنبه، ششم ماه دلو ۱۳۸۹ آغاز به کار کرد.

### نمایندگان ولسی‌جرگه
عزیزه جلیس، سید انور سادات، سید محمد حسین شریفی بلخابی، حاج خیر محمد ایماق و محمد حسین فهیمی نمایندگان فعلی ولایت در ولسی جرگه می‌باشند که در انتخابات پارلمانی سنبله سال ۱۳۸۸ انتخاب شدند.
همچنین محمد حسین فهیمی عضو کمیسیون تفتیش مرکزی و نظارت بر تطبیق قانون، عزیزه جلیس عضو کمیسیون امور زنان، جامعه مدنی و حقوق بشر، سید انور سادات عضو کمیسیون صحت و تربیت بدنی، سید محمد حسین شریفی بلخابی عضو کمیسیون عدلی و قضایی، حاج خیر محمد ایماق عضو کمیسیون عرایض وسمع شکایات ولسی جرگه می‌باشند.
در تاریخ ۲ سرطان ۱۳۹۰ هیئت قضایی ریاست محکمه اختصاصی بررسی تقلبات انتخابات ولسی جرگه سال ۱۳۸۸ پس از بازشماری آرای صندوق‌های رأی و بررسی آرا و شکایات، اعلام کرد که ۶۲ تن از اعضای ولسی جرگه به دلیل تقلبات و تخلفات انتخاباتی عضویت خود در ولسی جرگه را از دست خواهند داد. بر اساس این رأی از ولایت سرپل محمد حسین فهیمی مجبور به ترک ولسی جرگه اعلام شد و حاجی پاینده محمد به حیث وکیل جدید ولایت سرپل شناخته شد. این رأی با اعتراضات گسترده نمایندگان ولسی جرگه مواجه شد. سرانجام کمیسیون مستقل انتخابات که با دستور حامد کرزی مسوول رسیدگی و اعلام نظر نهایی دربارهٔ رأی محکمه اختصاصی انتخابات شده بود از ۶۲ عضو، تنها ۹ عضو ولسی جرگه را از نمایندگی خلع نمود که نماینده‌ای از سرپل در میان این ۹ نفر نبود.

### نمایندگان مشرانوجرگه
الحاج مولوی حبیب الرحمن عضو حزب جمعیت اسلامی و معصومه شاداب عضو سابق شورای ولایتی سرپل، نیز نمایندگان انتخابی ولایت سرپل در مشرانوجرگه (سنا) می‌باشند.
مولوی حبیب الرحمن عضو و منشی کمیسیون امور دینی، فرهنگی، معارف، تحصیلات عالی و تحقیقات علمی و معصومه شاداب عضو کمیسیون اقتصاد ملی، مالی و بودجه و محاسبات عمومی (انکشاف دهات، زراعت و مالداری، انجیوهای داخلی و خارجی، تفتیش عمومی، مبارزه علیه مواد مخدر و مسکرات) مشرانوجرگه می‌باشند.

## پی‌نوشت‌ها
1. ↑  «شورای ملی». بایگانی‌شده از اصلی در ۱۲ آوریل ۲۰۱۲. دریافت‌شده در ۲۸ ژانویه ۲۰۱۲.
2. ↑  Afghan National Assembly .:. http://www.parliament.af[پیوند مرده]
3. ↑  Independent Election Commission of Afghanistan, Afghanistan 2010 Wolesi Jirga Election Final Certified Results
4. ↑  «اسامی وکلای که ولسی جرگه را ترک می‌نمایند مشخص گردید، آژانس خبری پژواک، ۳ سرطان ۱۳۹۰». بایگانی‌شده از اصلی در ۷ اوت ۲۰۱۱. دریافت‌شده در ۱۱ اوت ۲۰۱۷.
5. ↑  اسامی ۹ عضو جدید ولسی جرگه اعلام شد، پیام آفتاب، ۳۰اسد ۱۳۹۰.
6. ↑  شورای ملی جمهوری اسلامی افغانستان، مشرانوجرگه، الحاج مولوی حبیب الرحمن.[پیوند مرده]
7. ↑  شورای ملی جمهوری اسلامی افغانستان، مشرانوجرگه، معصومه شاداب.[پیوند مرده]